# Gaëtan Picon
Gaëtan Picon (n. 19 septembrie 1915, Bordeaux, Franța – d. 6 august 1976, Paris, Île-de-France, Franța) a fost un eseist și critic de artă francez. A fost director al Mercure de France și, sub ministeriatul lui André Malraux, director general al artelor și literelor.